# Mur de la chaleur
Le mur de la chaleur  désigne la limite imposée par la résistance des matériaux à la chaleur accumulée par frottement avec les gaz de l'atmosphère. Cette désignation apparaît dans le contexte de la conception de véhicules aérospatiaux tels que les capsules de rentrée atmosphérique, les navettes spatiales, les avions hypersoniques, les missiles balistiques.

## Historique
L'expression renvoie au mur du son qui fut historiquement le premier obstacle au développement des avions à réaction, mais alors que le mur du son fait référence à une vitesse quasiment fixe (à densité et température de l'air donnée) liée à la compressibilité de l'air (aux alentours de 330m/s ou 1200 km/h), et est avant tout un problème d'aérodynamique, le mur de la chaleur est une limite liée à la résistance à la chaleur des matériaux dont est constitué l'aéronef et la limite technique varie énormément en fonction du matériau.
Une fois franchi le mur du son (en 1947, par le Bell X-1 piloté par l'américain Chuck Yeager), les vitesses de pointe des appareils militaires progressèrent très rapidement au gré des avancées sur la puissance des turboréacteurs, statoréacteurs et des moteurs-fusées ainsi que des avancées aérodynamiques comme la découverte de la loi des aires (dans le contexte historique de la Guerre froide). Cependant, les appareils du début des années 50 restaient construits en alliages d'aluminium et parfois même partiellement en bois (les premières séries du De Havilland Vampire réutilisaient des sections de fuselage du Mosquito à hélices).
Un exemple typique de l'apparition du problème est le développement du très véloce appareil français Nord-Aviation Griffon II propulsé par une combinaison de turboréacteur et de statoréacteur, appareil construit en alliages d'aluminium conventionnels (qui fondent à une température relativement basse). Le pilote d'essais André Turcat battit le record de vitesse mondial en atteignant Mach 2,19 (soit 2 330 km/h) en janvier 1957 mais ne put "pousser" plus loin l'appareil, en raison de la température atteinte par certaines zones critiques de la cellule (entrée d'air du réacteur, bords d'attaque des ailes…, etc.) alors que la puissance du statoréacteur aurait permis un supplément d'accélération.
Pour aller plus loin, il fallait radicalement changer de matériaux de construction en utilisant de nouveaux matériaux moins sensibles à la chaleur, des alliages spéciaux (aciers, titane, …) et plus tard des boucliers thermiques, revêtements, ablatifs ou non, c'est le programme de l'avion-fusée américain X15 qui fut en Occident le principal facteur d'avancées dans la maîtrise progressive des phénomènes d'échauffement. Dans sa version finale, il atteignit Mach 6.7 (soit 7 273 km/h) ouvrant la voie aux développements spatiaux (programmes Gemini, Apollo et Navette spatiale américaine). Toutefois ces résultats furent obtenus au prix de deux accidents mortels et les revêtements ablatifs doivent être remplacés après utilisation tandis que les réutilisables, en tuiles, sont très fragiles comme celui de la navette spatiale américaine.